# Міністерство фінансів США

Будівля Міністерства фінансів США, Вашингтон

Міністерство фінансів США (англ. United States Department of the Treasury, дос. «Департамент скарбниці США») — один з виконавчих департаментів США.
До завдань міністерства входять розробка й виконання економічної та грошової політики США, регулювання експорту та імпорту, фінансових організацій, збір податків, друк паперових доларів і карбування монет.
Нині міністерство фінансів США має право фінансувати державні витрати за рахунок збору податків, запозичення у ФРС під випуск облігацій Казначейства, і збільшення державного боргу в обмеженнях, що встановлюються Конгресом. Діяльністю міністерства керує міністр, з 25 січня 2021 міністром є Джанет Єллен.